# Drejø
Drejø – duńska wyspa leżąca na południe od Fionii, na cieśninie Mały Bełt. Administracyjnie należy do regionu Dania Południowa.

## Dane liczbowe
- powierzchnia: 4,26 km²
- wymiary: 5 km (dł.) x 2 km (szer.)
- ludność: 69 mieszkańców (I 2017 r.)[1]
- gęstość zaludnienia: 16,2 osoby/1 km²
- najwyższe wzniesienie: 9 m n.p.m.

## Transport
Wyspa posiada połączenie promowe ze Svendborgiem oraz wyspą Skarø.

## Demografia
Co niezwykłe, aż około 65% populacji wyspy stanowią rysownicy oraz karykaturzyści.
- Wykres liczby ludności Drejø na przestrzeni ostatniego stulecia

źródło: Duński Urząd Statystyczny